# 彼得·洛德
彼得·洛德，CBE (Peter Lord，1953年11月4日—) 是一名英国动画师、导演、制片人。他是阿德曼动画的联合创始人之一。

## 生平
2006年6月17日，他被授予CBE勳銜。

## 作品
- 2000年 小鸡快跑 导演（与Nick Park联合导演）
- 2012年 神奇海盗团 导演（与Jeff Newitt联合导演）

## 书籍
- Peter Lord & Brian Sibley: Cracking Animation (1998) Thames & Hudson; ISBN 0-500-28168-8